# Evan S. Connell
Evan Shelby Connell Jr., noto come Evan S. Connell (Kansas City, 17 agosto 1924 – Santa Fe, 10 gennaio 2013), è stato uno scrittore e poeta statunitense.

## Biografia
Evan Shelby Connell Jr nasce il 17 agosto 1924 a Kansas City, nel Missouri.
Laureato all'Università del Kansas nel 1947, è autore di una ventina di libri tra romanzi, racconti, raccolte poetiche, saggi e memoir.
Le sue opere più celebri sono Mrs. Bridge del 1959 e Mr Bridge del 1969, un ritratto satirico e agrodolce di una coppia della medio borghesia americana tra gli anni venti e gli anni quaranta portato sullo schermo nel 1990 da James Ivory.
Insignito di numerosi riconoscimenti quali il Guggenheim Fellowship e il Pushcart Prize, muore a 88 anni il 10 gennaio 2013 a Santa Fe nel Nuovo Messico.

## Opere principali

### Romanzi
- Mrs. Bridge (1959),

Roma, edizioni E/O, 1990 traduzione di Leonardo Gandi ISBN 88-7641-100-3
Torino, Einaudi, 2016 traduzione di Giulia Boringhieri ISBN 978-88-06-22498-1
- The Patriot (1960)
- Diario di uno stupratore (The Diary of a Rapist) (1966), Milano, Feltrinelli, 1968 traduzione di Attilio Veraldi
- Mr. Bridge (1969)
- The Connoisseur (1974)
- Double Honeymoon (1976)
- The Alchymist's Journal (1991)
- Deus Lo Volt (2000), Milano, Tropea, 2000 traduzione di Anna Maria Cossiga e Gabri Passalacqua ISBN 88-438-0272-0
- Francisco Goya: A Life (2004)
- Lost in Uttar Pradesh (2008)

### Racconti
- The Anatomy Lesson (1957)
- At The Crossroads (1965)
- The Collected Stories of Evan S. Connell (1995)

### Poesia
- Notes From A Bottle Found on the Beach at Carmel (1962)
- Points for A Compass Rose (1973)

### Saggi
- Il lungo desiderio (A Long Desire) (1979), Milano, Tropea, 2001 traduzione di Marco Papi ISBN 88-438-0317-4
- White Lantern (1981)
- The Aztec Treasure House: New and Selected Essays (2001)(non-fiction)

### Biografie
- Son of the Morning Star: Custer and the Little Bighorn (1985)
- Francisco Goya: A Life (2004)

## Filmografia

### Cinema
- Mr. & Mrs. Bridge (1990) regia di James Ivory (soggetto)

### Televisione
- Son of the Morning Star (1991) regia di Mike Robe (soggetto)